# Belenkaya
Belenkaya (en ruso: Беленькая) es un estratovolcán localizado en la parte sur de la península de Kamchatka, Rusia.